# PARTY (曲)
『PARTY』（パーティー）は、2015年7月8日に韓国で発売された少女時代の2枚目のシングル。

## 解説
- ジェシカが脱退してから韓国における初めてのシングルであり（「Catch Me If You Can」での活動はなかった）、4枚目のミニ・アルバム『Mr.Mr.』以来1年6か月ぶりとなる韓国での活動である。
- タイトル曲「PARTY」は、同年8月に発売された5枚目のアルバム『LION HEART』の先行リリースである。
- ミュージックビデオは、タイのサムイ島で撮影された。
- 『KBS MUSIC BANK』など各種音楽番組で1位を獲得し、5冠を達成した。

## 収録曲
1. PARTY
2. Check
3. PARTY (Inst.)